# Семенюков, Александр Константинович
Алекса́ндр Константи́нович Семенюко́в (9 марта 1958) — советский и российский футболист, защитник, полузащитник и нападающий.

## Карьера
С 1976 по 1987 год выступал за «Кубань», в составе которой в 1980 году дебютировал в высшей лиге, где сыграл за три сезона 21 встречу. Всего за это время провёл 311 матчей и забил 29 голов в чемпионате и первенстве СССР, и сыграл 17 встреч и забил 1 мяч в Кубке. В 1979 году стал серебряным призёром первой лиги, а в 1987 году чемпионом РСФСР.
В 1989 году сначала защищал цвета майкопской «Дружбы», за которую в 14 поединках первенства забил один гол и одну встречу сыграл в Кубке СССР, а затем перешёл в горьковский «Локомотив», где и доиграл сезон, проведя 24 матча и забив 3 мяча.
С 1990 по 1992 год выступал за ейский «Старт», в составе которого принял участие в 109 встречах и забил 37 голов в первенствах СССР и России, и ещё 2 поединка провёл в Кубке России. В сезоне 1993 года защищал цвета славянской «Нивы», сыграл 11 матчей в первенстве и 1 встречу в Кубке.

## Достижения
- 2-е место в первой лиге (выход в высшую лигу): 1979
- Чемпион РСФСР: 1987

## После карьеры
С 2002 по 2008 год был администратором в «Кубани».